# Airdrie and Shotts (circonscription du Parlement britannique)
Pour les articles homonymes, voir Airdrie and Shotts.
Ne doit pas être confondu avec Airdrie and Shotts (circonscription écossaise).
Circonscription parlementaire de la Chambre des communes
Airdrie and Shotts est une circonscription électorale britannique située en Écosse.

## Géographie
La circonscription comprend:
- Les villes de Airdrie et Shotts
- Les villages et paroisses civiles de Riggend, Greengairs, Wattston, Longriggend, Caldercruix, Forrestfield, Plains, Stand, Glenmavis, Calderbank, Salsburgh, Holytown, Hartwood, Bonkle, Allanton, Bogside, Morningside, Newmains, Torbothie et Hirst

## Liste des députés
| Élection                                   | Élection | MP                | Parti              |
| ------------------------------------------ | -------- | ----------------- | ------------------ |
| Airdrie and Shotts issue de Monklands East |          |                   |                    |
|                                            | 1997     | Helen Liddell     | Parti travailliste |
|                                            | 2005     | John Reid         | Parti travailliste |
|                                            | 2010     | Pamela Nash       | Parti travailliste |
|                                            | 2015     | Neil Gray         | SNP                |
|                                            | 2021     | Anum Qaisar-Javed | SNP                |

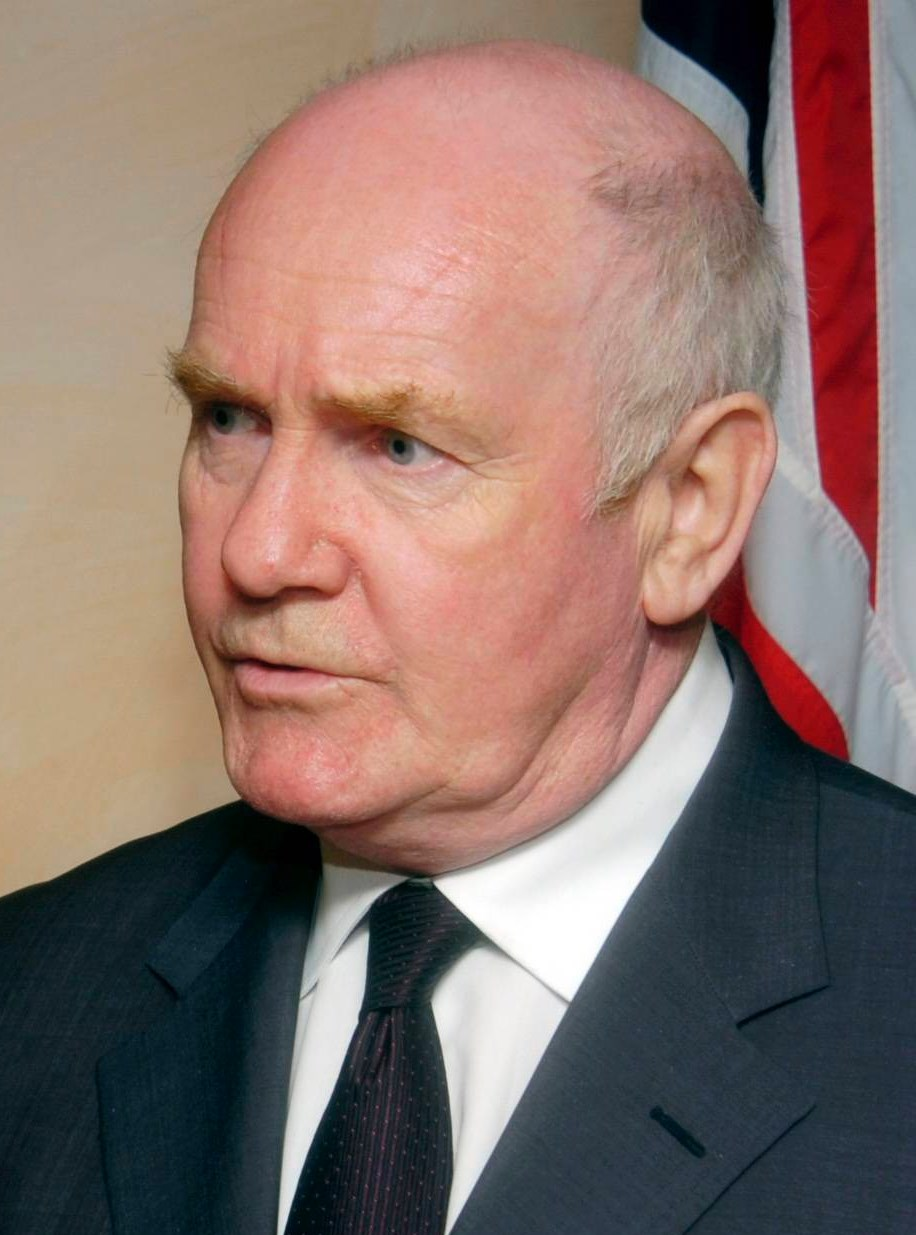
John Reid (2005-2010)
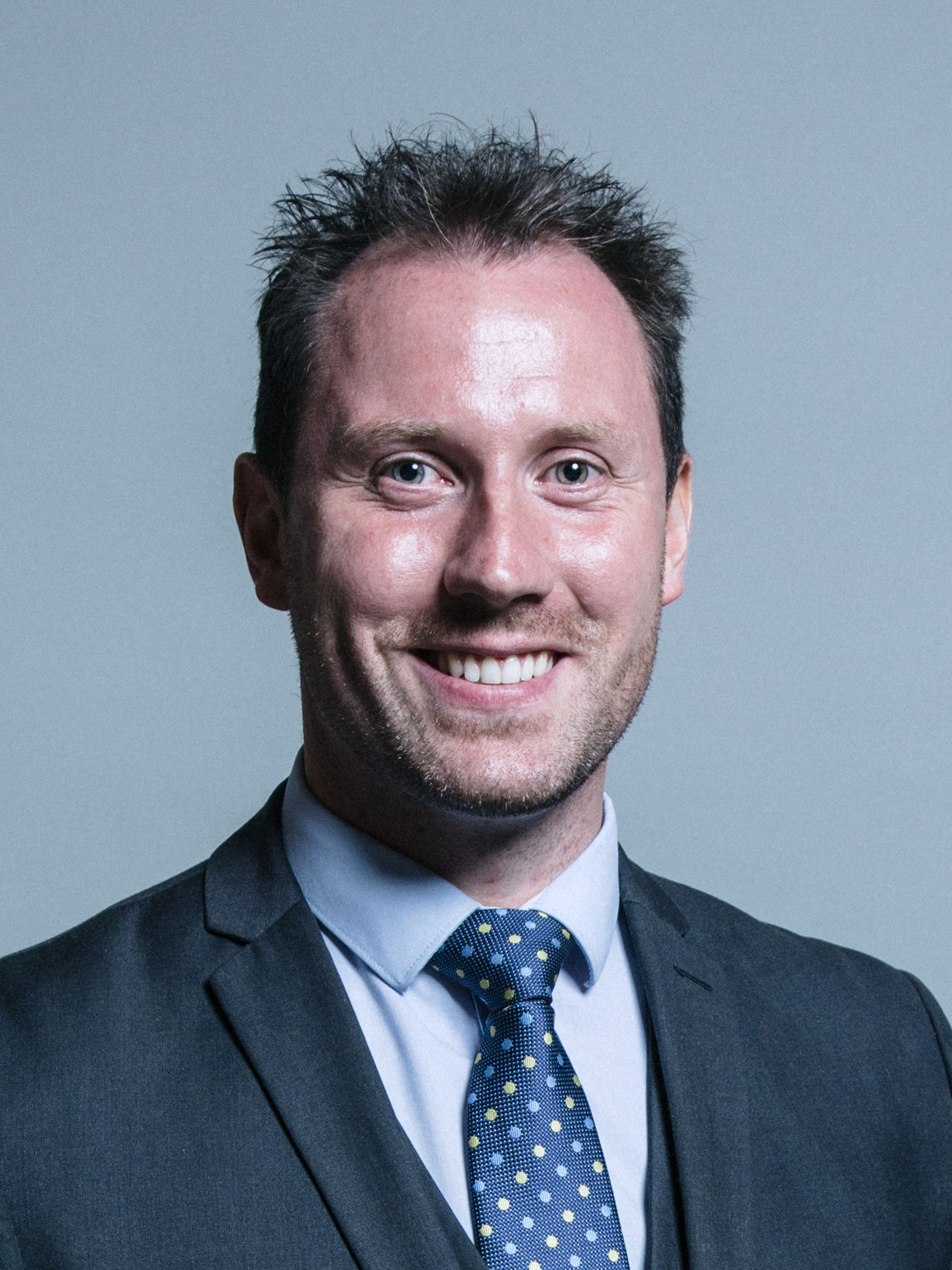
Neil Gray (2015-2021)
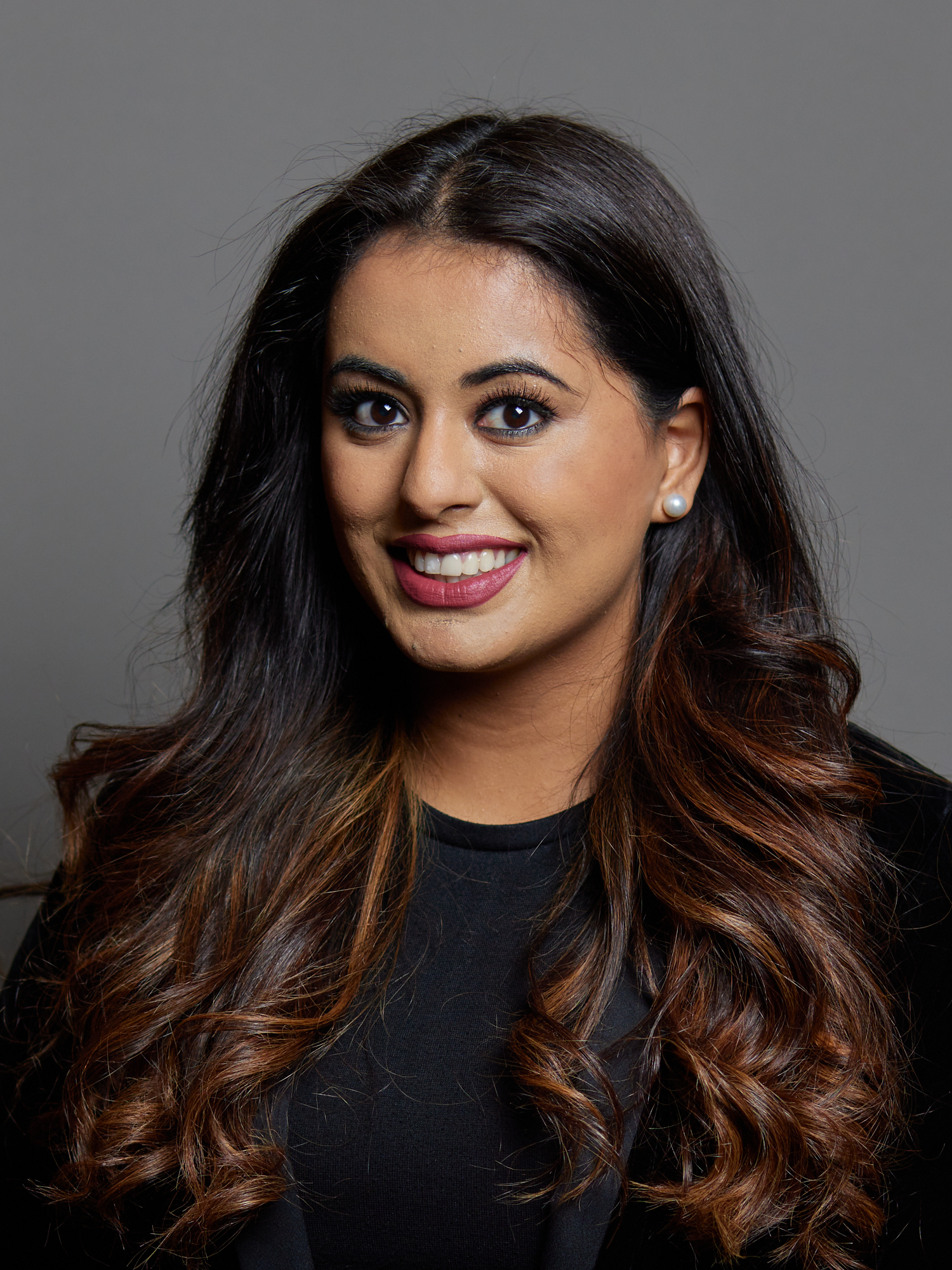
Anum Qaisar (depuis 2021)

## Référence
- (en) Cet article est partiellement ou en totalité issu de l’article de Wikipédia en anglais intitulé « Airdrie and Shotts (UK Parliament constituency) » (voir la liste des auteurs).
- Carte des circonscriptions du Royaume-Uni — Ordnance Survey (Service cartographique du Royaume-Uni)